# Pikmin 3
Pikmin 3 je realtimová strategie vydaná firmou Nintendo. Vyšla na Wii U jako 3. hlavní hra v sérii Pikmin. Hra později vyšla jako Pikmin 3 Deluxe na Nintendo Switch.
Příběh hry se odehrává na planetě PNF-404, připomínající Zemi. Cílem hry je nasbírat co nejvíce ovoce z planety, a tím zachránit umírající civilizaci z planety Koppai. Hlavními postavami jsou Alph, Brittany a kapitán Charlie, mezi kterými hráč přepíná. Pomocí píšťal hlavních postav ovládá hráč rostlinná stvoření Pikmin.
Chvíli po vydání dostala hra 3 placené DLC, které přidaly nové úrovně. V Pikmin 3 Deluxe byly tyto DLC zahrnuté.

## Průběh hry
Hra je rozdělená na dny. Počet dní závisí na tom, kolik ovoce hráč doposud nasbíral. Na začátku hry se kvůli ztroskotání hlavní postavy rozdělí. Hráč hraje nejdříve za každou postavu zvlášť, než se spolu opět sejdou. Zjistí, že nemají klíč na nastartování rakety. Každá herní lokace má několik kusů ovoce, každý kus přidá několik dní do zbývajícího času.. Při hledání zjistí, že na planetě je i někdo jiný, Kapitán Olimar a Louie. Olimar je v nesnázích, tak se za ním tým vydá.

## Vedlejší módy
Hra má vedlejší módy. Battle Bingo je pro 2 hráče a cílem je splnit bingo z ovoce, které hráč sesbírá. Mission Mode je pro jednoho nebo dva hráče. Cílem je splnit malé mise o sbírání či bojování s nepřáteli během časového limitu.